# Anagapetus aisha
Anagapetus aisha är en nattsländeart som beskrevs av Donald G. Denning 1964. Anagapetus aisha ingår i släktet Anagapetus och familjen stenhusnattsländor. Inga underarter finns listade i Catalogue of Life.